# Peperomia glabella
Peperomia glabella är en pepparväxtart som först beskrevs av Olof Swartz, och fick sitt nu gällande namn av Albert Gottfried Dietrich. Peperomia glabella ingår i släktet peperomior, och familjen pepparväxter.

## Underarter
Arten delas in i följande underarter:
- P. g. nervulosa
- P. g. nigropunctata
- P. g. obtusa